# Ouida

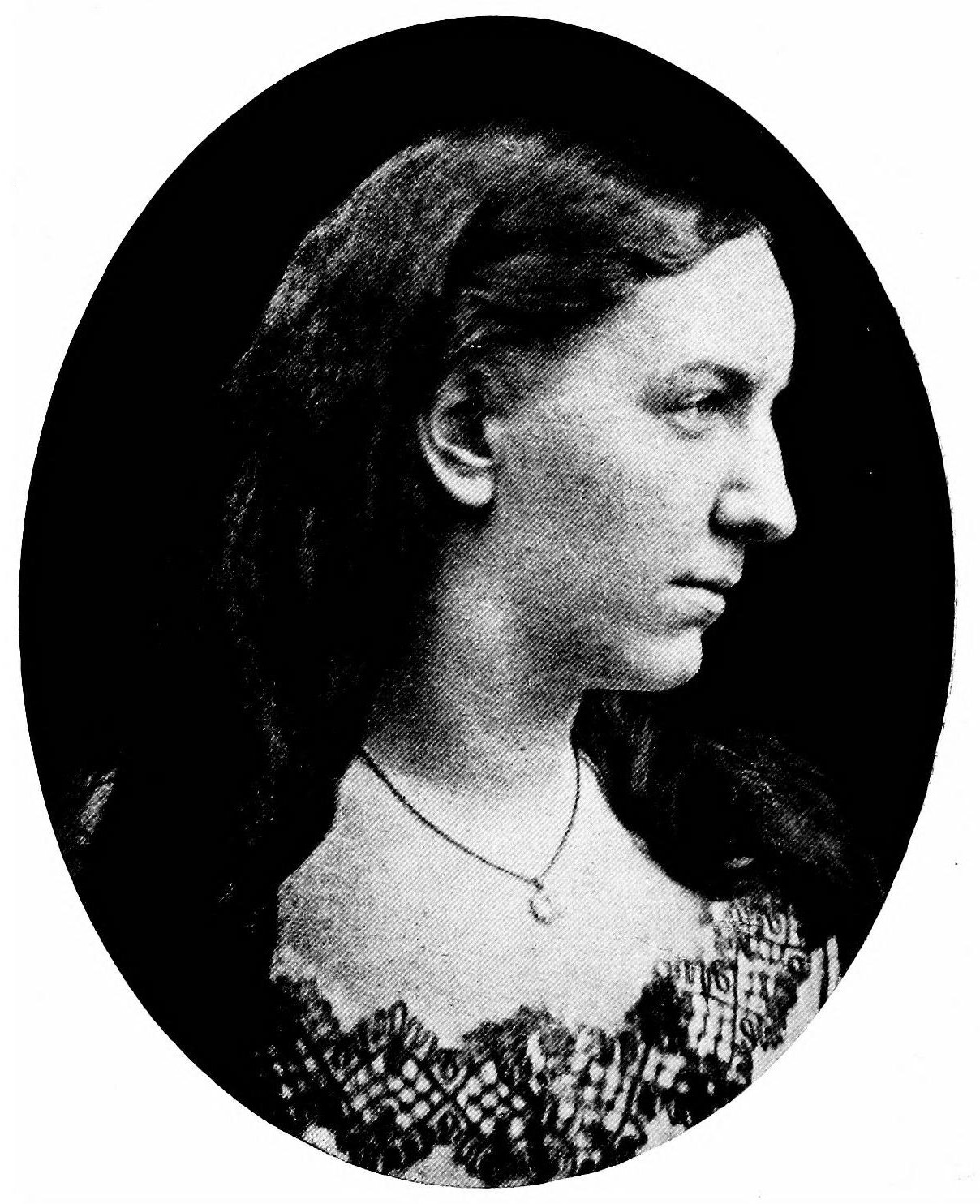
Fotografie von Ouida aus dem Jahr 1874

Ouida, eigentlich Maria Louise [de la] Ramée, manchmal auch in der Schreibweise Oui'da, (* 1. Januar 1839 in Bury St Edmunds, Suffolk, England; † 25. Januar 1908 in Viareggio, Italien) war eine britische Schriftstellerin.

## Biografie
Maria Louise Ramée wurde im englischen Bury St. Edmunds geboren. Sie war die Tochter eines französischen Vaters und einer englischen Mutter. Ihr Autoren-Pseudonym Ouida ergriff Ramée auf Basis der eigenen, fehlerhaften Aussprache ihres Vornamens „Louise“ aus den Tagen ihrer frühen Kindheit. Über ihren Geburtsort schrieb sie folgende Meinung nieder:

“That clean, quiet antiquated town, that always puts me in the mind of an old maid dressed for a party; that lowest and dreariest of Boroughs, where the streets are as full of grass as an acre of pasture land. Why, the inhabitants are driven to ringing their own doorbells lest they rust from lack of use.”

„Diese saubere, schweigsam altertümliche Stadt, die mich stets in den Geisteszustand einer feierlich gekleideten alten Jungfer versetzt; diese unter den Gemeinden geringste und einsilbigste, wo das Gras auf den Straßen sprießt wie auf einem Morgen Weideland. So sind ihre Einwohner dazu angehalten ihre eigenen Türglocken zu läuten, auf dass jene nicht mangels Gebrauch Rost ansetzen.“

1867 zog Ramée nach London ins Langham Hotel. Dort begann sie mit dem Verfassen von Texten in einer Umgebung des Komforts: Sie lag beim Schreiben stets im Bett ihres abgedunkelten Zimmers, umgeben von Kerzenlicht und bunter Blumendekoration. Sie erhielt beträchtliche Hotel- und Blumenrechnungen und leitete während dieser Zeit eine Reihe von Abendgesellschaften, welche von Soldaten, Politikern, bekannten Schriftstellern (unter anderem Oscar Wilde, Algernon Swinburne, Robert Browning und Wilkie Collins) und Künstlern (unter anderem John Everett Millais) besucht wurden. Viele ihrer Geschichten und Figuren basierten auf realen Personen, die sie auf diesen Veranstaltungen im Hotel getroffen hatte. William Allingham beschrieb Ramée in seinem Tagebuch von 1872 als kleinwüchsige Person, mit einem „finsteren, klugen Gesicht“ und einer Stimme, welche einem „scharfen Messer“ glich.
Ramée lebte mehrere Jahre in London, ehe sie 1871 nach Italien übersiedelte. 1874 ließ sie sich mit ihrer Mutter in Florenz nieder, um dort ihre Arbeit als Schriftstellerin fortzuführen. Zunächst mietete sie ein Apartment am Palazzo Vagnonville. Später zog sie in die Villa Farinola in Scandicci (südlich von Bellosguardo, drei Meilen von Florenz entfernt), wo sie einen luxuriösen und verschwenderischen Lebensstil bevorzugte: Neben teurer Kleidung der gehobenen Klasse sammelte sie Kunstobjekte, ritt teure Pferde und hielt sich eine große Anzahl an Hunden. Die Schriftstellerin selber erklärte, dass sie niemals mehr als £1600 von ihren Verlegern für einen Roman ausgezahlt bekam, Amerika dagegen jedoch für eine „Mine des Wohlstands“ hielt.
In ihrem Roman The Massarenes (1897) stellte sie die neureichen Millionäre der gehobenen Londoner Society in einem äußerst negativen Licht dar. Das Buch selber wurde von der Autorin stark geschätzt und erreichte hohe Verkaufszahlen. Gelegentlich war sie in Italien auch für Magazine tätig, was sich jedoch nicht sonderlich für sie rentierte. Inspiriert durch ihre Wohnorte, waren Ramées nachfolgende Werke daher zumeist italienisch geprägt. Mit ihrem satirischen Roman Friendship (1878) wurde die anglo-amerikanische Gesellschaft von Florenz förmlich verspottet. Ramée bezeichnete sich selber als äußerst seriöse Künstlerin. Sie wurde besonders von George Gordon Byron inspiriert und zeigte neben dem Schreiben auch Interesse an allen anderen Bereichen der Kunst. Gefühlvolle Darstellungen von tragischen Künstlern prägten daher ihre späteren Romane. Des Weiteren mischten sich oftmals Elemente der Romantik und der Gesellschaftskritik in ihren Werken. So erzählt beispielsweise in ihrem Roman Puck ein sprechender Hund seine Ansichten von der zeitgenössischen Gesellschaft. In dem Sammelband Views and Opinions erörterte sie ihre eigenen Ansichten zu verschiedenen gesellschaftlichen Themen. Ramée war eine Tierliebhaberin und trat aktiv für die Rechte von Tieren ein. Zeitweise war sie Besitzerin von mehr als dreißig Hunden.
Als Privatperson war Ramée allgemein dafür bekannt gewesen, nicht mit ihrem Geld umgehen zu können. Zwar hatte sie eine nicht unerhebliche Summe durch den Verkauf ihrer Bücher verdient, dieses Geld aber stets ohne Rücklagenbildung ausgegeben, sodass sie zur Empfängerin einer kleinen Rente von lediglich £150 im Jahr wurde und Anfang 1908 verarmt in Viareggio an einer Lungenentzündung starb.
Ramée wurde auf dem englischen Friedhof in Bagni di Lucca beigesetzt. Innerorts erinnert eine Gedenktafel an die Schriftstellerin, welche zu ihren Lebzeiten eine Zeit lang in der Stadt residiert hatte.

## Literarischer Stil und kulturelle Einflüsse
Insgesamt verfasste Ouida im Laufe ihrer Karriere mehr als 40 Romane, Kinderbücher und Sammlungen von Kurzgeschichten und Essays. Ihre Arbeit gliederte sich in mehrere verschiedene Phasen.
1863, im Alter von vierundzwanzig Jahren, veröffentlichte Ouida ihren ersten Roman Held in Bondage, wobei sie erklärte, ihren relativ gelobten Roman Idalia (1867 veröffentlicht) bereits im Alter von sechzehn Jahren verfasst zu haben.
In ihrer Anfangsphase wurden Ouidas Werke oftmals als gegensätzlich zu der „moralisch geprägten Prosa der frühen viktorianischen Literatur“ betrachtet und galten als Vorläufer der in den 1860er Jahren veröffentlichten Abenteuer-Romane im Zuge der Romantisierung der imperialen Expansion. Später zeigten ihre Werke mehr Züge von historischen Romanzen, obwohl Ouida daneben niemals aufhörte, die zeitgenössische Gesellschaft in verschiedenen Schriften zu kommentieren. Daneben schrieb sie auch mehrere Kinderbücher.
Under Two flags und Moths gelten als ihre charakteristischsten Werke. Der amerikanische Autor Jack London nannte Ouidas Roman Signa, den er im Alter von acht Jahren gelesen hatte, als einen der acht Gründe für seinen eigenen literarischen Erfolg.
Mehrere ihrer Werke wurden als Theateraufführungen und Verfilmungen adaptiert. Ihr Titel A Dog of Flanders wurde als Stummfilm 1924 von Victor Schertzinger verfilmt (Der Boy aus Flandern). 1975 entstand unter dem japanischen Titel Flanders no Inu eine 52-teilige Anime-Reihe. Diese Serie gehört zur WMT-Reihe und wurde in Deutschland unter dem Titel Niklaas, ein Junge aus Flandern bekannt.

## Werke
- 1863: 'Held in Bondage'; or, Granville de Vigne,  Band 1, Band 2. Band 3
- 1865: Strathmore, Band 1, Band 2 Band 3, Deutsche Version
- 1867: Cecil Castlemaine's Gage, and Other Novelettes, Digitalisat
- 1867: Idalia,  3 Bände, Band 1, Band 2, Band 3
- 1867: Chandos,  Band 1, Band 2, Band 3, Band 5 Deutsch, Band 6 Deutsch
- 1867: Under Two Flags, 3 Bände, Band 2
  - 1871: in 2 Bänden Band 1, Band 2
- 1868: Randolph Gordon and Other Stories, Digitalisat
- 1869: Tricotrin, 3 Bände, Band 1, Band 2 Band 3
- 1870: Puck, Digitalisat
- 1871: Folle-Farine, 3 Bände, Band 1, Band 2, Band 3 Band 1 Deutsch
- 1872: A Leaf in the Storm, Kurzgeschichten, Digitalisat
- 1872: A Dog of Flanders; deutsch (Ein Hund aus Flandern) ISBN 978-3-7392-1034-6, Norderstedt,  BoD – Books on Demand, 2015
- 1872: Madame la Marquise and Other Novelettes, Digitalisat
- 1873: Pascarèl: Only a Story, 2 Bände, Band 1, Band 2
- 1880: Moths, Digitalisat

## Bildergalerie

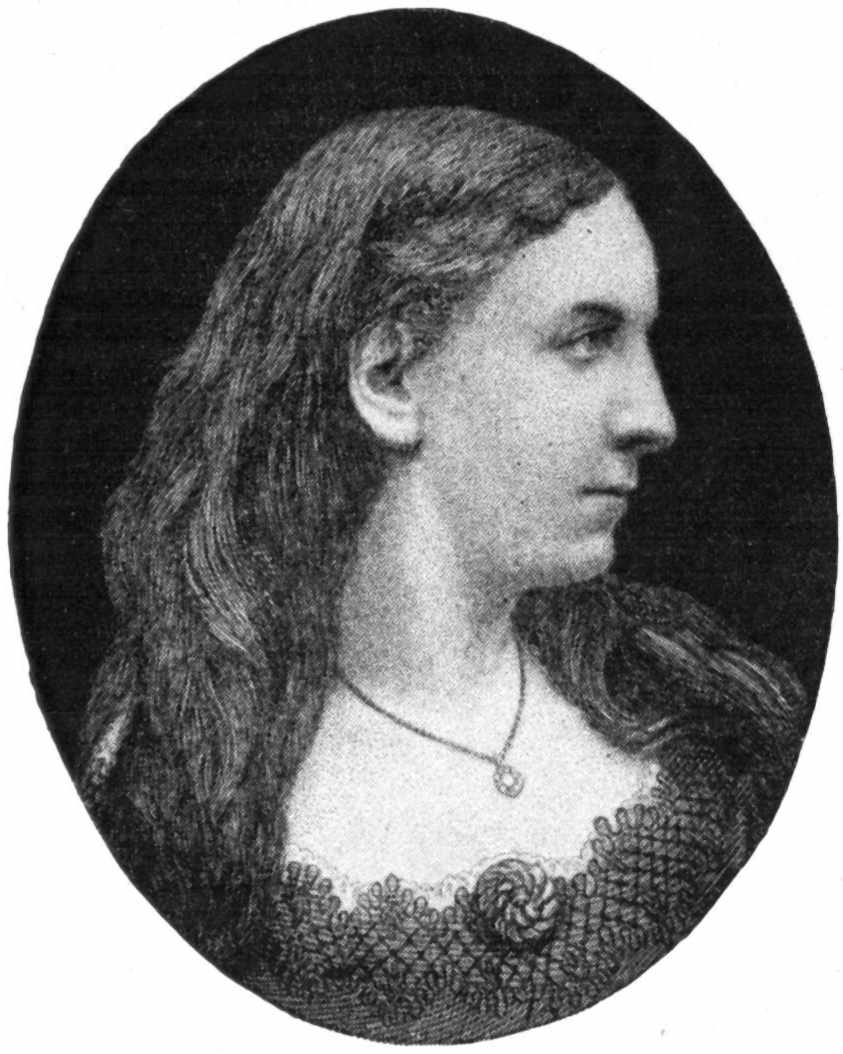
Ouida (Maria Louise Ramé)
Porträt in Kabinettformat
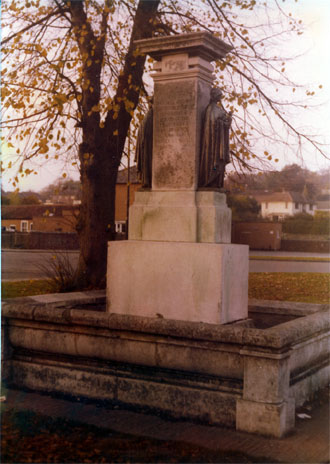
Ouida-Denkmal
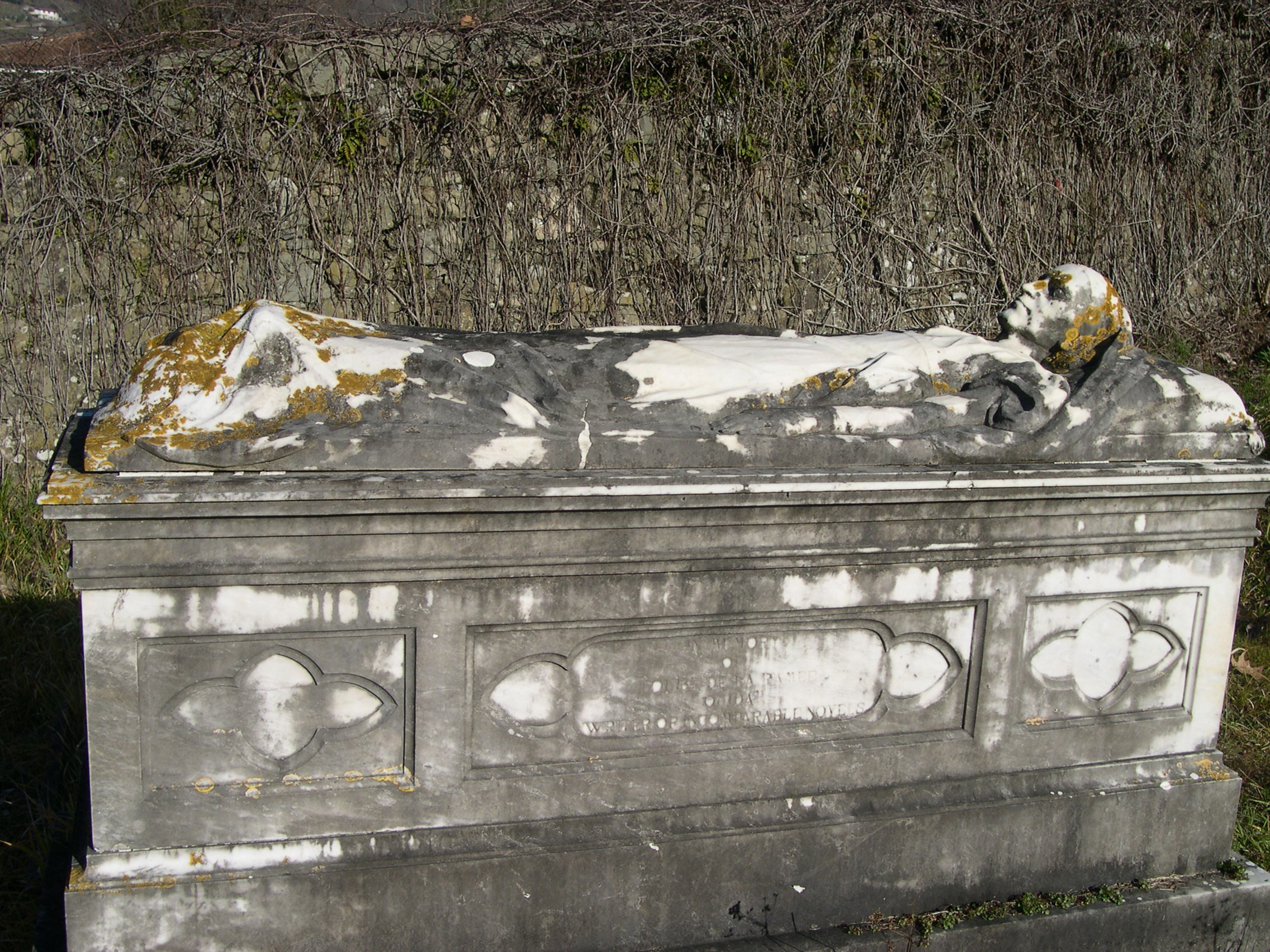
Grab von Ouida